# Raadhuis van Opole

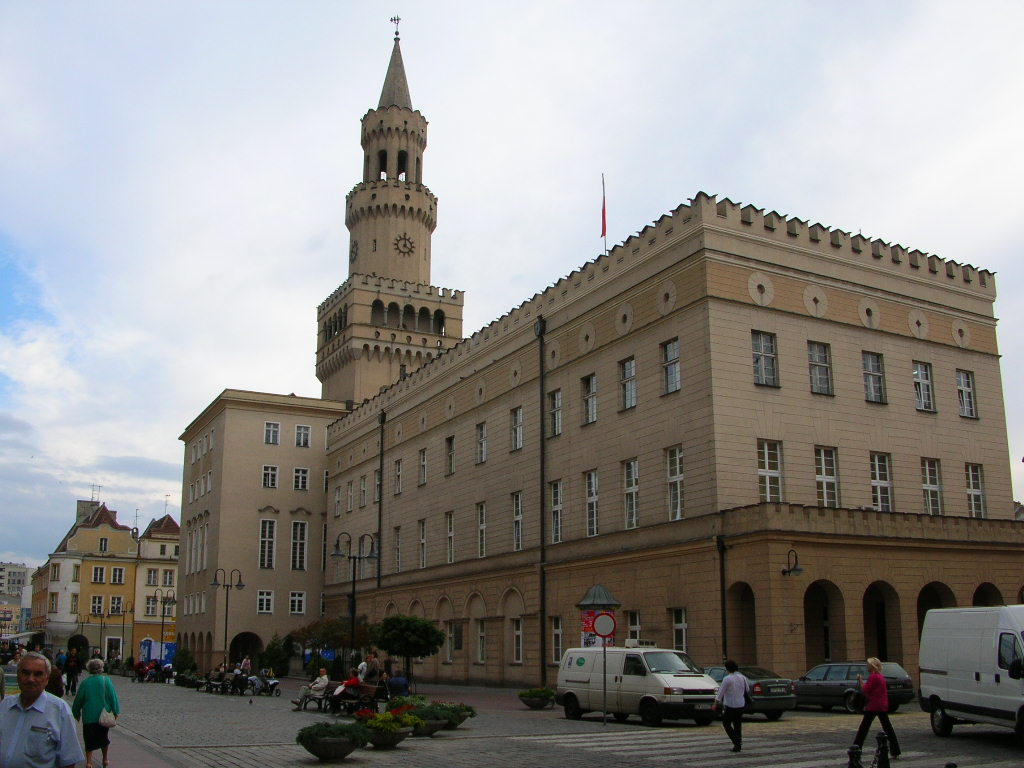
Raadhuis van Opole

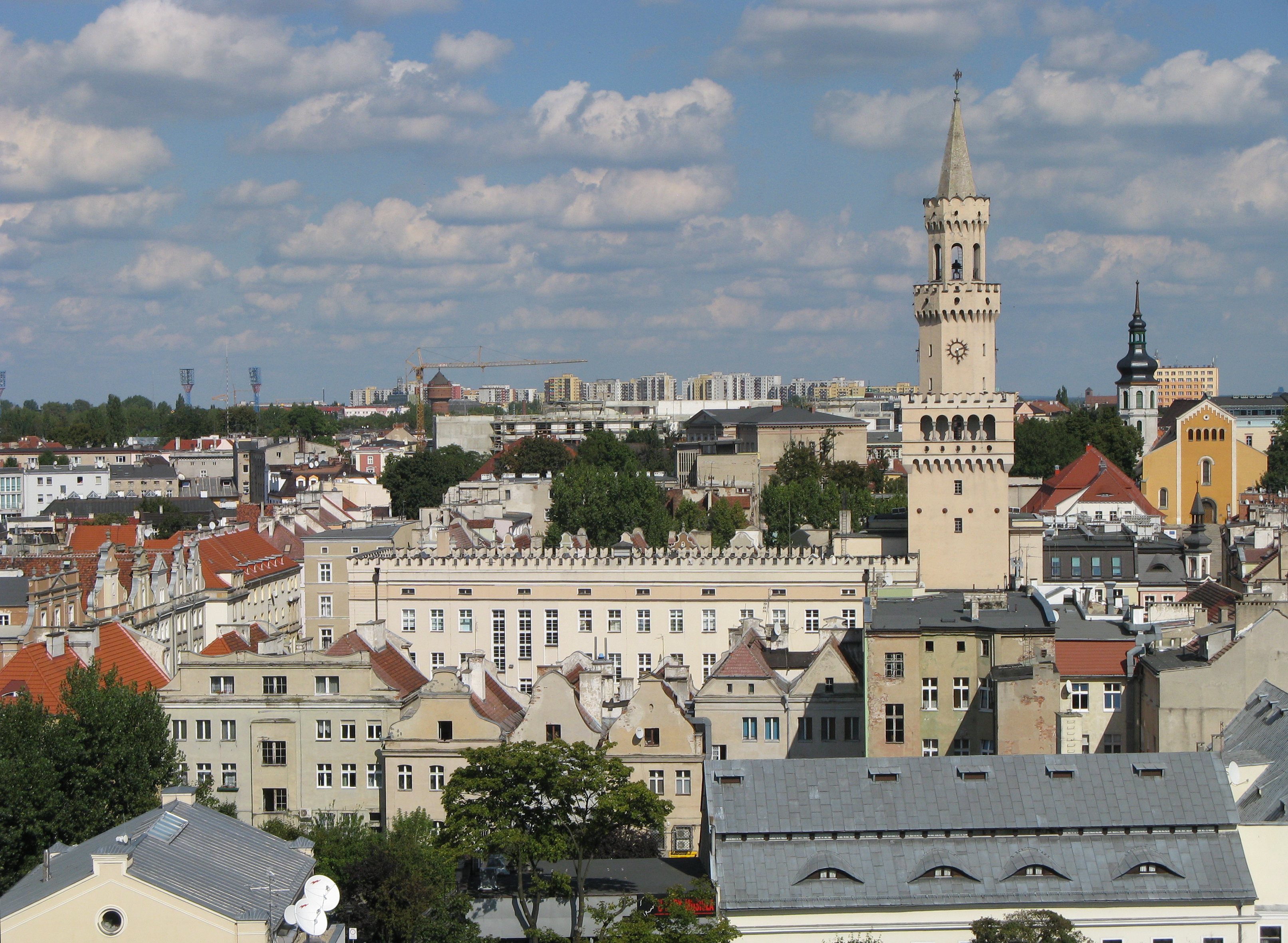
Raadhuis gezien van uit de Piastentoren

Het raadhuis van Opole (Pools: Ratusz w Opolu; Duits: Oppelner Rathaus) is het raadhuis van de Silezische stad Opole, gebouwd in neorenaissancestijl.
Het raadhuis werd in de zestiende eeuw uit bakstenen gebouwd en verving het houten raadhuis dat ervoor in de stad stond. Door vele branden was het nodig dat het raadhuis vernieuwd werd. Op 3 oktober 1818 werd begonnen met de nieuwbouw. 
In 1835 was een bovenste gedeelte van de toren bouwvallig geworden en in 1860 werd de toren gerestaureerd. De barokke toren werd omgevormd in de stijl van die van het Palazzo Vecchio in Florence. 
In de jaren dertig van de twintigste eeuw werd het gebouw opnieuw gerestaureerd en uitgebreid. Enkele aangrenzende huizen werden afgebroken. Dit zorgde echter voor zo een instabiliteit dat op 15 juli 1934 de toren compleet instortte. Tot 1936 werd de toren heropgebouwd tot 60 meter hoogte. Het vernieuwde raadhuis werd op 18 oktober 1936 ingehuldigd. In tegenstelling tot vele historische gebouwen in Duitsland bleef het raadhuis van Oppeln gespaard van bombardementen in de oorlog. Na de Tweede Wereldoorlog kwam de stad onder Pools gezag te staan. 

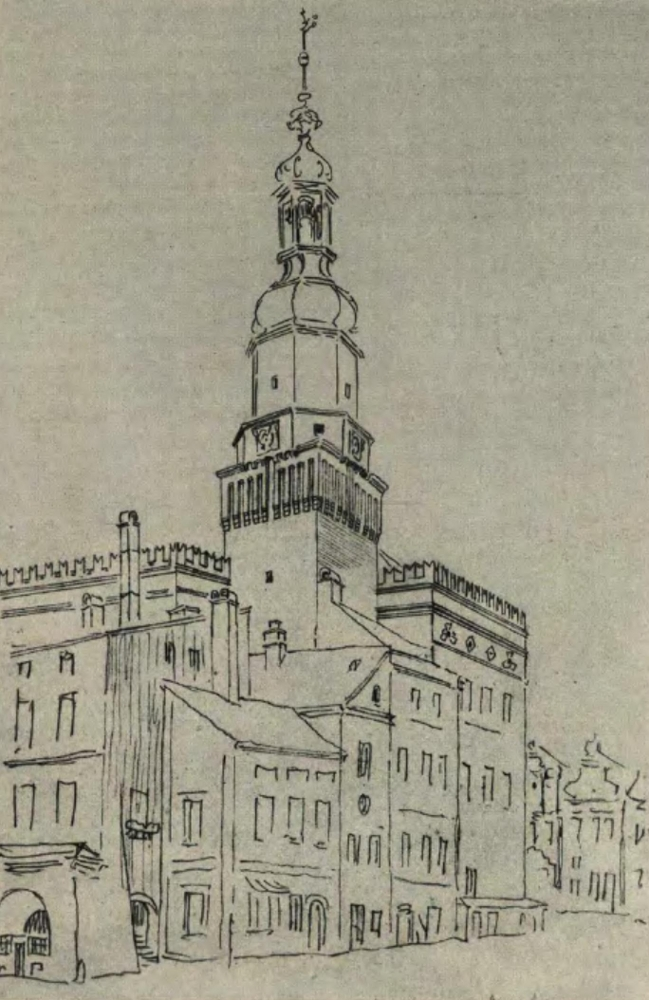
De toren in 1860 voor de renovatie in barokke stijl
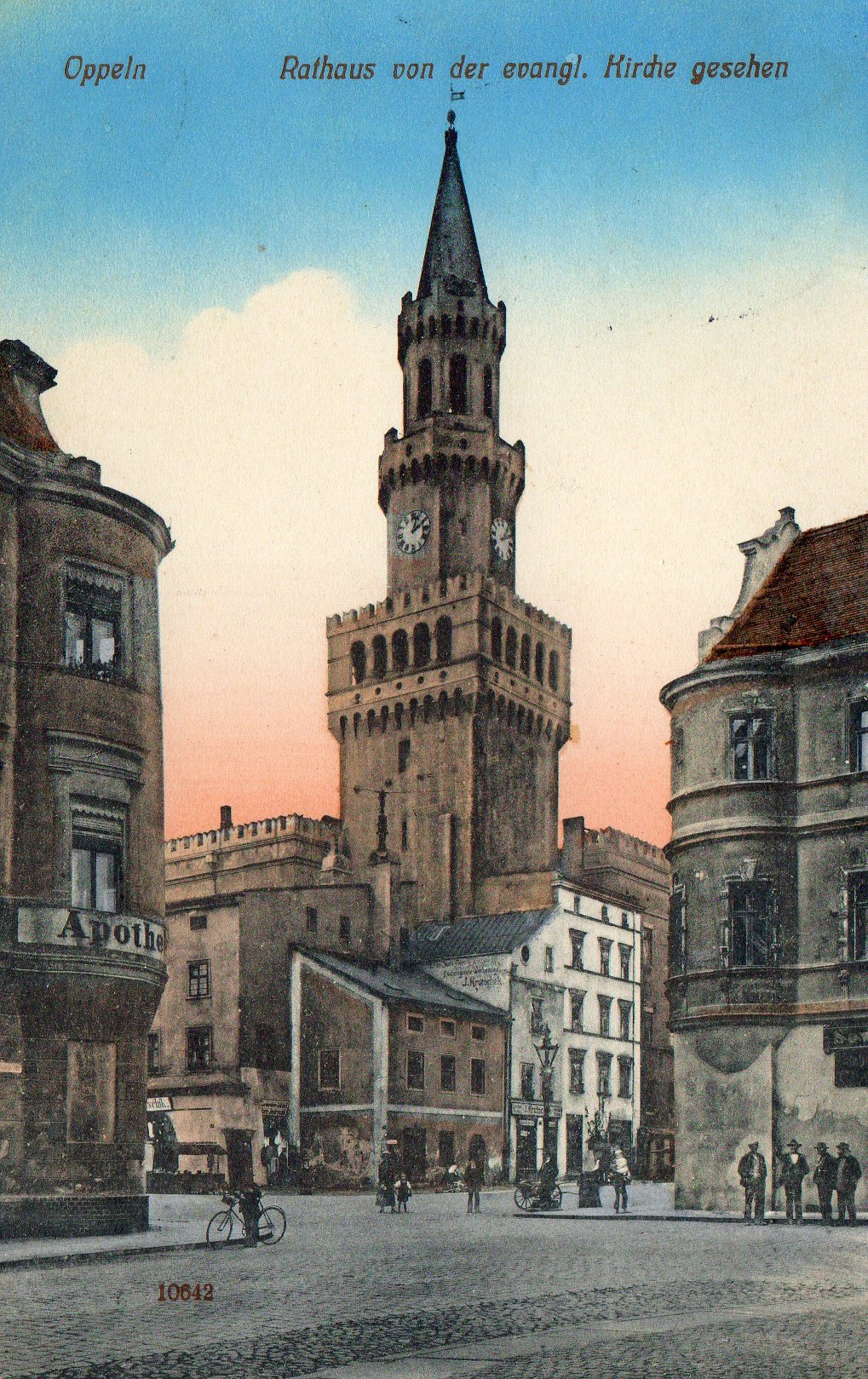
Raadhuis in 1934
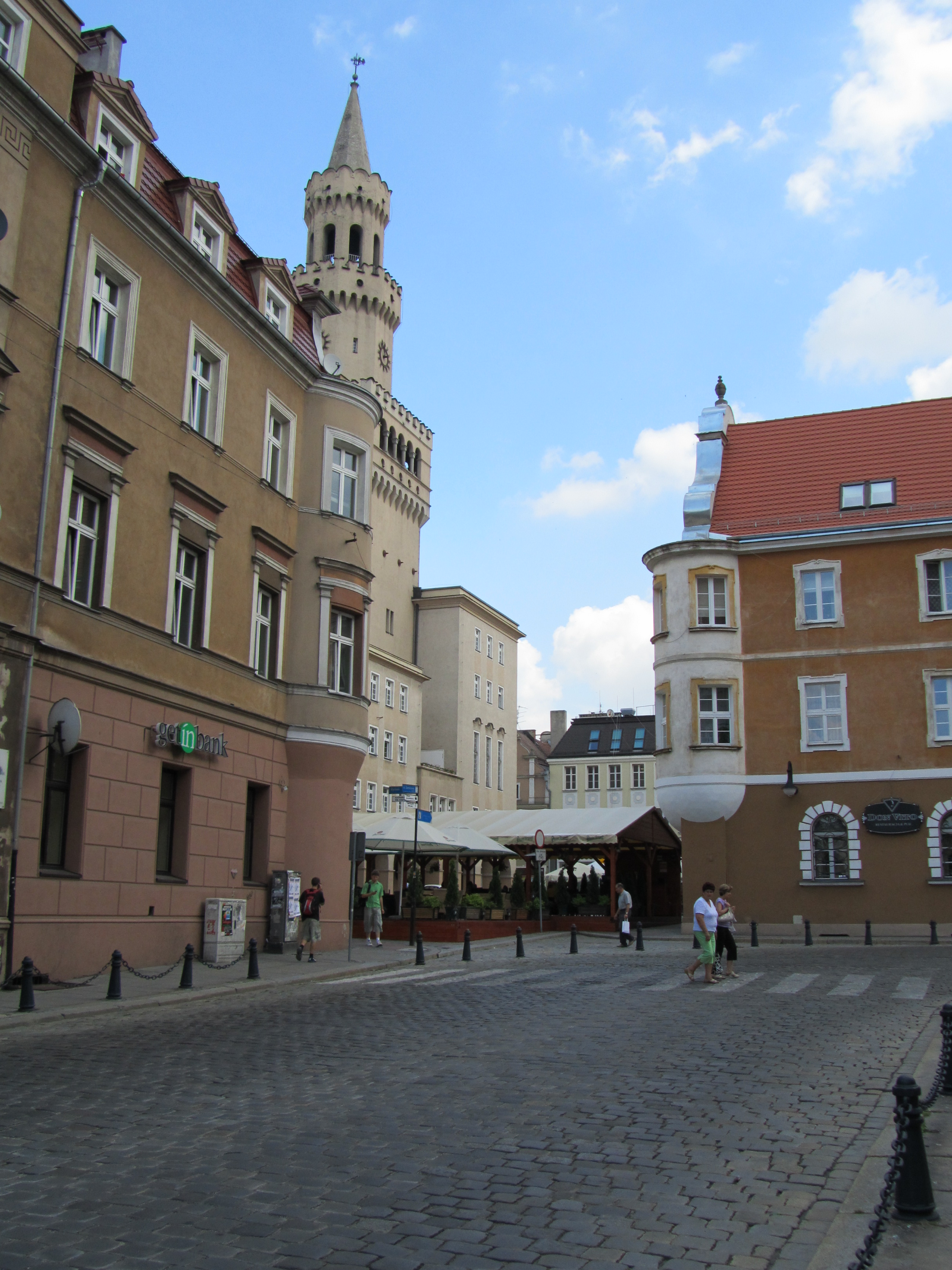
Rathaus gezien vanuit de Franciscanenkerk in 2011
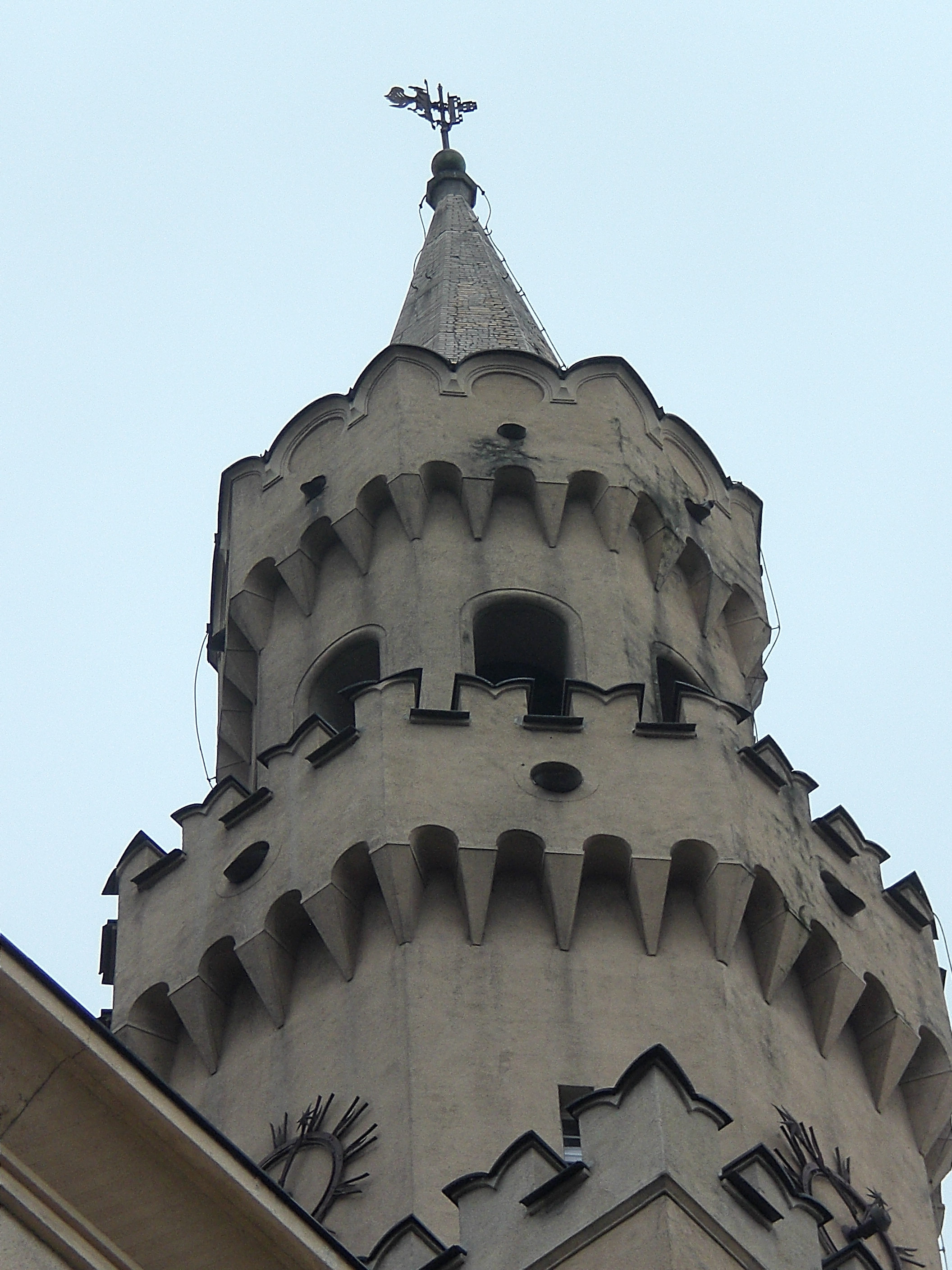
Detail van de toren.